# Juan Anderson
James Oswald Anderson, ispanizzato in Juan O. Anderson (Buenos Aires, 18 marzo 1872 – Reading, 20 luglio 1932), è stato un calciatore argentino, di ruolo attaccante.

## Biografia
Nato da una famiglia d'origine inglese, aveva due fratelli: Henry e Arthur. Oltre a giocare come calciatore nel Lomas Athletic Anderson fu, dal 1896 al 1898, il segretario della Argentine Association Football League: si occupava di gran parte delle attività della federazione legate allo svolgimento del campionato, come organizzare gli incontri, procurare le divise di gioco alle squadre e gestire i rapporti con i club. Fu anche proprietario e editore del settimanale River Plate Sport & Pastimes, in cui erano pubblicati articoli su vari sport, tra cui calcio, cricket, rugby e atletica leggera.

## Caratteristiche tecniche
Giocava come centravanti o come interno destro. Aveva buone doti realizzative.

## Carriera

### Club
Fece parte a lungo della rosa del Lomas Athletic Club; nel 1895 vinse il campionato con tale squadra, figurando nella formazione titolare. L'anno seguente fu il miglior marcatore del torneo, a pari merito con Thomas Fearnley Allen del Flores AC. Nel 1897 replicò la vittoria del campionato, portando la fascia di capitano del Lomas Athletic. Anche nel 1898 vinse il titolo, sempre come titolare del proprio club; al termine del campionato 1898 aveva segnato, complessivamente, 31 gol in 37 partite nel corso delle varie edizioni cui aveva partecipato. Giocò con il Lomas almeno fino al 1902.

### Nazionale
Anderson, che oltre a essere un calciatore aveva anche delle buone doti organizzative, fu l'organizzatore del primo incontro tra le Nazionali di Argentina e Uruguay (non ufficiale): si occupò infatti di mettere insieme una selezione di giocatori di squadre argentine per una partita con la rappresentativa uruguaiana. Durante questa gara segnò anche una rete, una delle 3 realizzate dalla sua squadra, che uscì vittoriosa per 3-2. Il 20 luglio 1902 giocò la prima partita ufficiale della Nazionale argentina, in quello che fu il primo incontro ufficiale del Sudamerica. Fu quindi il primo centravanti della selezione argentina; nel corso della partita segnò una rete al 71º minuto, portando il risultato sul 5-0 per la propria formazione.

## Palmarès

### Club

#### Competizioni nazionali
- Copa Campeonato: 3

Lomas Athletic: 1895, 1897, 1898

### Individuale
- Capocannoniere della Copa Campeonato: 1

1896 (7 gol)